# 2022年泸定地震
2022年泸定地震是指2022年9月5日发生于四川省甘孜藏族自治州泸定县的强烈地震。该次地震震中位于北纬29.59度，东经102.08度，震级为Ms 6.8、MW 6.6至6.7级，震源深度约为16千米，最大烈度为Ⅸ（9）度。
该次地震共造成97人死亡和20人失踪。无论从死伤情况还是地震规模而言，该次地震都是四川省内自2017年九寨沟地震发生以来的规模最大的地震。该次地震已被美国地质调查局列入2022年显著地震列表。

## 发震背景

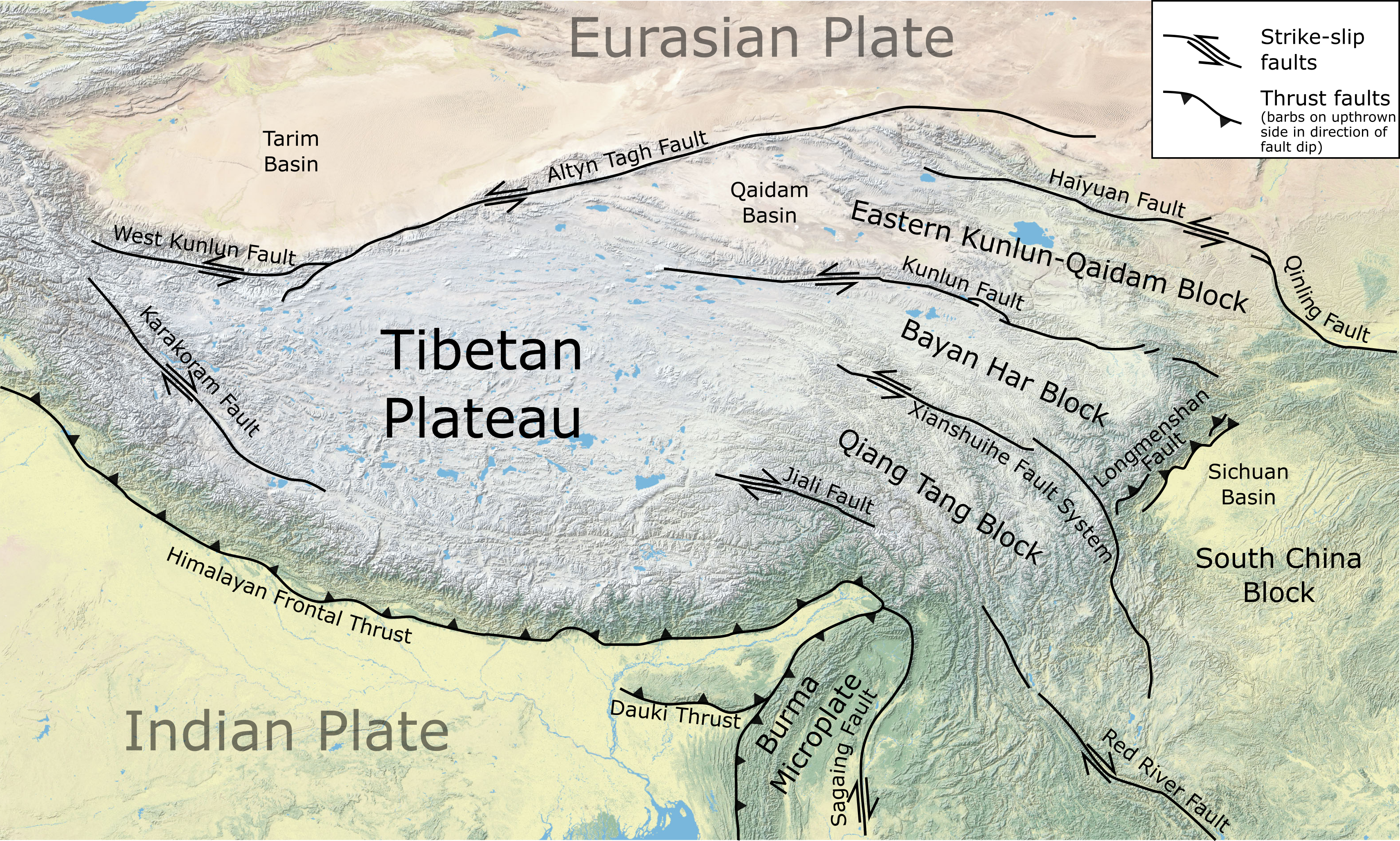
青藏高原、四川盆地及周边地区地质构造概图

印度板块以大约每年50毫米的速度向北与欧亚板块会聚，形成了青藏高原。四川盆地位于该高原的东缘，东北—西南向断裂较多，地质活动十分频繁。此外，周边地区的其他走滑断层和逆断层也延伸交叉分布于此，构造活动十分强烈。尤其是在2008年汶川大地震发生后，四川盆地内部的应力状态发生变化，地震活动趋于增强。
四川省地震局认为，此次地震震中位于鲜水河断裂带南东段的磨西断裂附近。鲜水河断裂带是一个位于巴颜喀拉块体和川滇块体边界上的大型左旋走滑断裂，在南北走向上自康定延伸至石棉。自有历史记载以来，在该断裂带上共发生过多次大型地震，如1786年7.75级地震、1816年7.5级地震、1893年7.0级地震、1904年7.0级地震、1923年7.3级地震、1955年7.5级地震、1973年7.6级地震、1981年6.9级地震和2014年6.3级地震。根据白明坤等人的研究，鲜水河断裂带磨西段现今左行走滑速率约为每年9.4毫米左右。不过，在磨西断裂上，自1786年以来并未发生过震级达到7.0级以上的地震。也正因如此，在本次地震发生之前，磨西断裂也被视为一个潜在的可以发生大型地震的断裂。
中国地震局地球物理研究所利用在四川省和云南省布设的台站的观测资料，通过走时层析方法获得了震源区的中、上地壳地震波速度的结构分布。结果显示，该次地震发生在P波高速与低速异常的交界区域。此外，通过对震源区S波速度结构进行研究，该机构发现此次地震的震源区位于S波速度高、低变化的过渡区域，因此认为此次地震的发生可能与地壳流驱动导致的地壳应力积累有关。中国地震局地震预测研究所独自的分析也得出了类似的结论。特别是，该机构指出，2022年6月发生的芦山6.1级地震和马尔康6.0级地震也发生在类似的S波速度结构的区域之中，但泸定地震震源区附近的S波速度变化程度可能会更大一些，有着更强烈的速度差异。
美国地质调查局认为，2022年泸定地震是位于四川盆地西缘的浅层走滑断层的结果。震源机制解表明，该次地震属于一次走滑断层事件。根据参照节面的不同，该地震可被解释为一次北西北走向的左旋走滑断层事件，也可被解释为一次西西南走向的右旋走滑断层事件。根据该机构的历史数据库，在该次地震发生前20年内，震中距200千米范围内还曾发生过25次5级以上的地震。其中，最大规模的地震为2008年5月12日发生的造成超过69000人死亡的汶川大地震，是近代史上破坏力最强的地震之一。其余的地震大多为四川盆地西缘曾经发生过的破坏性地震的余震。
根据区域构造、历史地震活动等资料，四川省地震局还认为该次地震为主震—余震型地震，震中附近发生规模更大的地震的可能性不大，但余震活动仍会持续一段时间。

## 参数测定

美国地质调查局制作的烈度分布图

据中国地震台网测定，2022年泸定地震震中位于四川省甘孜藏族自治州泸定县（北纬29.59度，东经102.08度），震级为Ms 6.8级，震源深度约为16千米。中国地震局地球物理研究所通过地震矩张量反演推算出该次地震震级达MW 6.7级，而根据矩心矩张量反演则推算出该次地震震级为MW 6.6级。通过利用远场体波数据反演，该研究所还推算出该次地震能量主要集中在前10秒内释放，主要破裂长度约为20至25千米。此外，四川省地震局通过四川地震灾害快速评估系统估算认为，该次地震的最高烈度达Ⅸ（9）度。其中，Ⅵ（6）度及以上区域的面积约为13011.65平方千米，人口共约58万人。
中国地震局地球物理研究所利用中国地震台网和全球地震台网的宽频带记录，推算出本次地震的破裂持续时间约为16秒，辐射能量约为4.1×1014 J，折合能量震级为Me 6.8。由于能量震级（Me）的数值与矩震级（MW）相比较大，因此该机构认为此次地震震源辐射地震能量的效率偏高，与相似矩震级的地震相比，造成地面震动和破坏建筑的能力较强。
美国地质调查局测定的震级在数值上较低，为MW 6.6级。此外，该机构还认为该次地震震中位于四川省康定市以东南43千米处（北纬29.726度，东经102.279度），震源深度约为10.0千米，最大烈度为Ⅷ（8）度。根据震源机制解，该机构认为该次地震属于一次走滑断层事件。
除上述机构外，欧洲地中海地震中心和德国地球科学研究中心GEOFON台网中心也在震后公布了各自测定的地震参数。上述机构均认为该次地震震级为MW 6.6级，震源深度约为10.0千米，但测定的震中位置有所不同。前者认为该次地震震中位于北纬29.73度，东经102.23度，后者则认为该次地震震中位于北纬29.64度，东经102.16度。
中国地震局下属的地震现场工作队在灾区200个调查点展开了调查后，于2022年9月11日对外发布了四川泸定6.8级地震烈度图。该团队认为，该次地震最高烈度为Ⅸ（9）度，等震线长轴呈北西走向。其中，长轴195公里，短轴112公里。下表列出了烈度达到Ⅶ（7）度及以上的地区。
| 烈度   | 州市县               | 街道、乡镇                                                                                                   |
| ------ | -------------------- | --- |
| Ⅸ（9） | 甘孜藏族自治州泸定县 | 磨西镇、得妥镇、燕子沟镇、德威镇                                                                             |
| Ⅸ（9） | 雅安市石棉县         | 王岗坪彝族藏族乡、草科藏族乡、新民藏族彝族乡                                                                 |
| Ⅷ（8） | 甘孜藏族自治州泸定县 | 磨西镇、燕子沟镇、得妥镇、德威镇                                                                             |
| Ⅷ（8） | 雅安市石棉县         | 王岗坪彝族藏族乡、草科藏族乡、新民藏族彝族乡                                                                 |
| Ⅶ（7） | 甘孜藏族自治州泸定县 | 燕子沟镇、泸桥镇、德威镇、磨西镇、冷碛镇、兴隆镇、得妥镇、烹坝镇                                             |
| Ⅶ（7） | 甘孜藏族自治州康定市 | 榆林街道、贡嘎山镇                                                                                           |
| Ⅶ（7） | 甘孜藏族自治州九龙县 | 洪坝乡、湾坝镇                                                                                               |
| Ⅶ（7） | 雅安市石棉县         | 草科藏族乡、蟹螺藏族乡、安顺场镇、王岗坪彝族藏族乡、丰乐乡、新棉街道、迎政乡、美罗镇、新民藏族彝族乡、永和乡 |
| Ⅶ（7） | 雅安市汉源县         | 宜东镇、富乡乡、前域镇                                                                                       |
| Ⅶ（7） | 雅安市荥经县         | 牛背山镇 |
| Ⅶ（7） | 雅安市天全县         | 喇叭河镇 |

## 震害情况

### 震感情况
中国地震局地球物理研究所通过综合考虑局部地质构造背景、地震波的衰减特性和土层对地震动参数的放大效应等因素，认为受灾范围可能会达到21000平方千米。在震中所处的四川省内，甘孜藏族自治州、阿坝藏族羌族自治州、凉山彝族自治州、雅安市、成都市等地有感。除四川省外，重庆市、云南省、陕西省和贵州省等地均有震感报告。位于震感强烈的地区的亲历者称，地震发生时公路像是波浪一样抖动。
虽然美国地质调查局通过地震参数测算出的最大烈度为Ⅷ（8）度，但根据在线互联网震感调查页面收集到的40余份震感报告，通过单独算法推算出的最大烈度可能达到了Ⅸ（9）度。此外，震中距约为200千米的成都等地的烈度也达到了Ⅴ（5）度左右。

### 人员伤亡

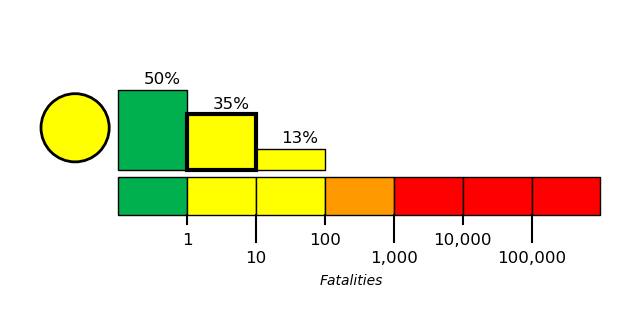
美国地质调查局全球地震响应快速评估系统（PAGER）对地震死亡人数的估计

美国地质调查局的全球地震响应快速评估系统根据地震参数等数据，推算出该次地震造成的死亡人数在0至1人的可能性最高，约为50%。此外，该机构还推算出死亡人数达到1至10人的可能性约为35%、达到10至100人的可能性约为13%。
截至2022年9月11日17时，该次地震共造成至少93人死亡，另有25人失联、至少400人受伤。其中，甘孜藏族自治州瀘定縣55人死亡，雅安市石棉縣38人。
石棉县境内的2万多名学生和1000多名教职工在地震发生后1分钟内全部安全撤离，无一人伤亡。
24名在海螺沟失联的特警队员之后在9月10号被救。

### 建筑与基础设施
根据中国地震局高分遥感应用中心的分析，甘孜藏族自治州泸定县磨西镇部分老旧建筑出现了屋顶垮塌、瓦片滑落、露出房梁等情况，但未发生大规模的建筑倒塌。此外，根据中国地震局地震现场工作队的现场调查，即便是在烈度未达Ⅵ（6）度的部分地区，个别老旧房屋也出现了受损现象。磨西镇和得妥镇居民在震后接受采访时表示，很多木质的旧房屋都垮塌了。经灾区当地初步核查，民房垮塌243间、受损13010间，公共建筑垮塌2栋、受损142栋，宾馆、酒店、民宿等建筑垮塌4栋、受损307栋。
四川省道211线泸定牛背山大桥路段因山体滑坡而中断。此外，泸定县赵家岩隧道泸得路30km+700m处被落石阻断。在当地交警部门和武警部队的配合下，上述路段均于当天抢通。此外，国道318线甘谷地超限站路段、四川省道212线石棉县路段、泸定县冷碛镇瓦斯营盘公路、国道108线石棉段路段和四川省道217线多处路段等均因落石和塌方等原因而中断。泸石高速作为距离震中最近的高速公路在建项目，其施工驻地多处房屋开裂，石棉县境内一处便道垮塌。
成雅铁路、成贵高铁、绵泸高铁等铁路受地震影响，C6633、D1919、G8792次等多个列车晚点、停运或折返。
中国铁塔四川分公司称，泸定县内的389个移动通信物理站址中，共有211个站址停电，并有2个站址退出服务。此外，四川电网多个输电线路跳闸、多个变电站受损，共计约4万用户用电受到影响。2022年9月18日，在地震中受损的骨干输电线路均已恢复送电。
在接受排查工作后，受灾最严重的甘孜藏族自治州和雅安市境内的956所学校中，共有824所学校正常开学。此外，有37所学校因建筑受损或道路中断等原因暂停教学工作，涉及学生共1.6万余人。部分受到影响的学校通过在线授课的形式为一万多名学生进行了教学工作。2022年9月14日，受地震影响的学校均已恢复授课。其中，部分学校是在校外地点建设的临时教学点进行授课的。

### 次生灾害
受地震影响，泸定县得妥镇湾东村右岸发生山体垮塌，阻断湾东河并形成了堰塞湖。该堰塞湖距离湾东河和大渡河的交汇处约4千米。四川省水利厅专家认为，该堰塞湖的形成对大渡河干流及下游的影响不大。受到堰塞湖威胁的100余名居民已均被转移至安全地带。截至地震发生后翌日，该堰塞湖已过流。为了消纳滞纳在堰塞湖内的水量，大渡河大岗山水电站腾出了3000万立方米库容。
海螺沟景区内有部分道路因山体滑坡而中断。

## 救災工作

### 应急响应

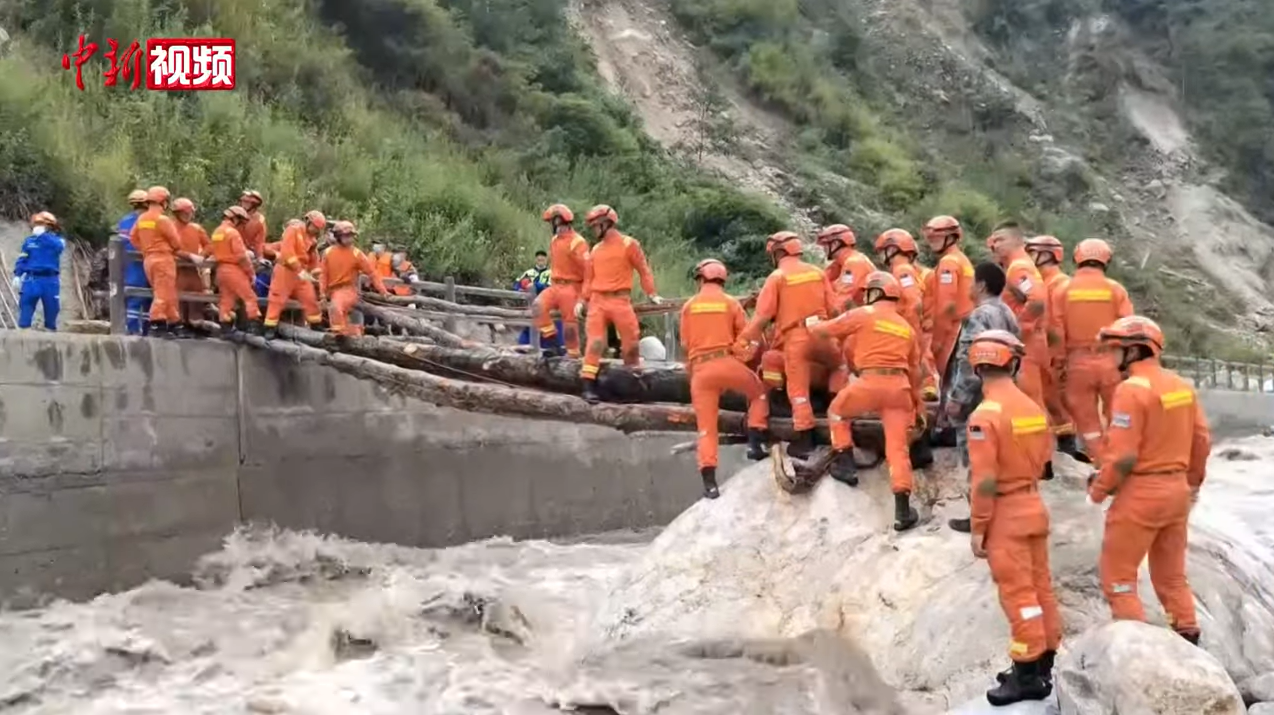
为帮助受灾群众转移至安全地带而修建的临时便桥，位于泸定县磨西镇青岗坪村

中国地震预警网在地震发生后第5秒通过各种渠道，在横波到达康定市、雅安市和成都市前7秒、20秒和50秒时向各地居民们发送了地震预警信息。
地震发生后，四川省地震局启动二级地震应急响应，并同时成立了应急指挥部，以便安排关于应急处置工作的部署。同时，该机构还指派了位于震区当地的防震减灾工作部门和地震监测中心站的工作人员前往震区当地调查震情，协助展开震区的救灾工作。国务院抗震救灾指挥部办公室和应急管理部在收到地震报告后启动了国家地震应急四级响应，但随后将响应级别提升至三级。截至地震发生当日21时，由于地震死亡人数超过30人，甘孜藏族自治州抗震救灾指挥部于21时10分将州级地震应急响应调整至一级。随后，四川省抗震救灾指挥部将省级地震应急响应从二级提升至一级，国务院抗震救灾指挥部办公室与应急管理部将国家地震应急响应级别从三级提升至二级。中共中央总书记习近平和中国国务院总理李克强分别作出指示和批示，要求全力救災、降低傷亡。
2022年9月12日傍晚6時起，四川省終止省級地震一級應急響應，應急救援階段轉為過渡安置及恢復重建階段。

### 灾区救援
地震发生后，四川省消防救援总队下属的泸定县前突小组立即派出了30人前往震区当地调查灾情。此外，位于甘孜、成都、德阳、乐山、雅安、眉山、资阳的7个消防支队也迅速派出了530人前往灾区进行救灾工作。时任四川省委副书记、省长黄强于地震发生当天下午率领省级有关部门成员前往灾区指导救灾工作。截至2022年9月7日8时，解放军、武警部队、公安特警等组织共向灾区出动了10058人救援力量和9架直升机。此外，共有11支医疗救援队前往灾区进行救灾工作。其中，国家、省级医疗救援队共有8支，卫生防疫队共有3支。
为使得所有救援通道畅通，四川省甘孜州公安局交警支队对国道318线进行了管制，只允许一般车辆沿出省方向行驶。此外，四川高速公安一分局在京昆高速公路、成都第二绕城高速公路、成都都市圈环线高速公路等通往泸定的重要线路进行交通管制，保证救援通道的畅通。地震发生当日，包括上述高速公路在内，四川省交通执法总队管辖下的高速公路中共开启了708条抢险救援应急通道。截至2022年9月7日，共有1271条高速公路绿色通道被启用。
地震发生时，共有219名旅客和工作人员滞留在海螺沟景区。在滞留景区内超过50小时后，上述人员均已被安全转运并得到了妥善安置。

### 基础设施

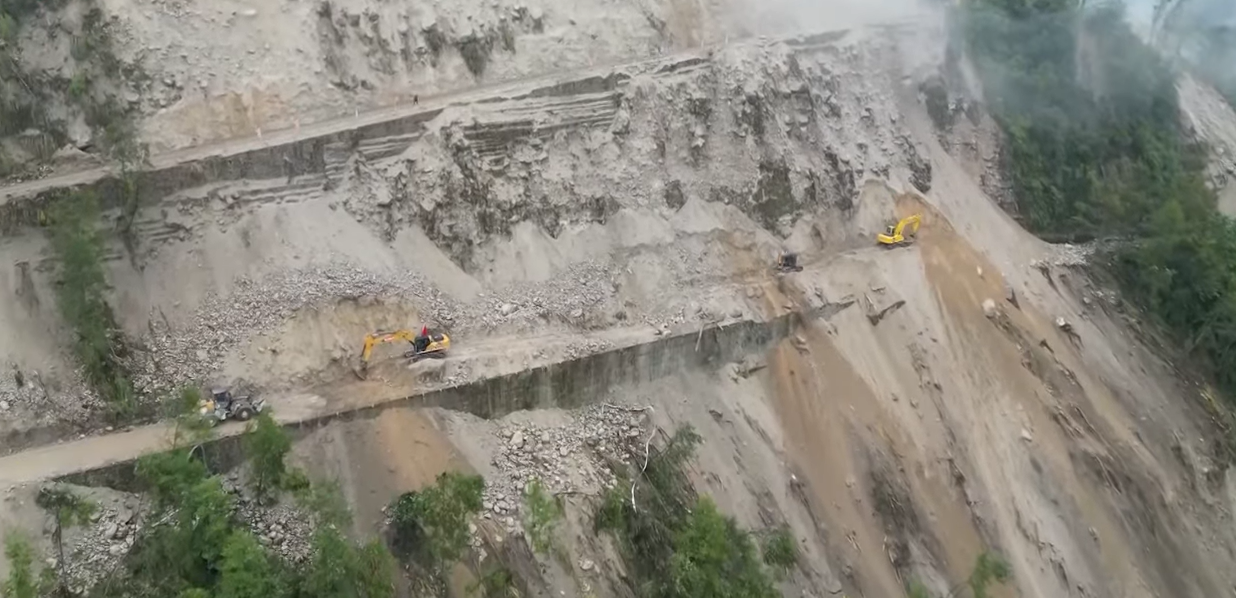
两台挖掘机在滑坡体上紧急抢修磨西镇X019县道

为保障应急抢险通信畅通，中国铁塔向震区共派出138名抢修人员、59辆车辆、116台燃油发电机进行抢险工作。四川省通信管理局和应急管理厅也启动应急通信保障二级响应，并紧急调度挂载光电侦察吊舱、空中基站设备的双尾蝎无人机从自贡凤鸣机场起飞，启动灾情广域巡查并实施公众通信覆盖任务。截至2022年9月11日中午，位于灾区境内的高速公路全线畅通。
2022年9月11日，泸定县启动了过渡板房安置点的建设工作。

### 外界援助
四川省财政厅于地震发生当天15时20分紧急向甘孜藏族自治州拨款5000万元人民币，并在同日16时33分向雅安市拨款资金5000万元人民币，以用于开展抗震救灾工作。
截至9月7日8时，多家央业向灾区捐款超过11亿元人民币。

## 疫情防控
地震期间，成都市震感强烈，但当地存在因防疫规定而无法前往室外进行避难的情况，引发争议。成都市卫健委表示，在遭遇地震、火灾和洪涝灾害时，人民的生命安全高于防疫封控规定。
甘孜州应对新冠肺炎疫情应急指挥部发文对遭受灾情的泸定县、海螺沟实施临时管控，救援人员在批准进入前“须持24小时内核酸檢測阴性证明”、“健康码绿码”、“无风险城市旅居史”，并且还要在管控区入口处接受“落地检”。省州抗震救灾联合工作组发文要求救灾人员须持24小时内核酸检测阴性证明前往现场，到达救援地后做到“到灾即检”，之后执行一天一检，且救援过程中需正确佩戴医用外科及以上级别的防护口罩。